# デリク・ブルー
デリク・ブルー (Derrick Brew、1977年12月28日 - )は、アメリカ合衆国の陸上競技選手。
2001年の世界選手権の選考会の400mで4位となり、4×400mリレーのメンバーに選出され、金メダルを獲得。続く2003年の世界選手権でもリレーのメンバーとして選考されるが1位となるもリレーメンバーから禁止薬物が検出されたため金メダルを剥奪される。2004年アテネオリンピックの国内選考会で3位となり、400mでオリンピック代表となる。本番では3位に入り銅メダルを獲得し、アメリカが表彰台を独占した。さらに4×400mリレーではアメリカチームの一員として金メダル獲得に貢献した。

## 自己ベスト
- 400m - 44秒29 (1999年)

## 主な実績
| 年   | 大会                               | 場所                     | 種目         | 結果 | 記録      |
| ---- | ---------------------------------- | ------------------------ | ------------ | ---- | --------- |
| 2001 | 世界陸上選手権                     | エドモントン(カナダ)     | 4×400mリレー | 金   | 2分57秒54 |
| 2004 | オリンピック                       | アテネ(ギリシャ)         | 400m         | 銅   | 44秒42    |
| 2004 | オリンピック                       | アテネ(ギリシャ)         | 4×400mリレー | 金   | 2分55秒91 |
| 2004 | IAAFワールドアスレチックファイナル | モンテカルロ(モナコ)     | 400m         | 3位  | 44秒97    |
| 2005 | 世界陸上選手権                     | ヘルシンキ(フィンランド) | 4×400mリレー | 金   | 2分56秒91 |